# Фата

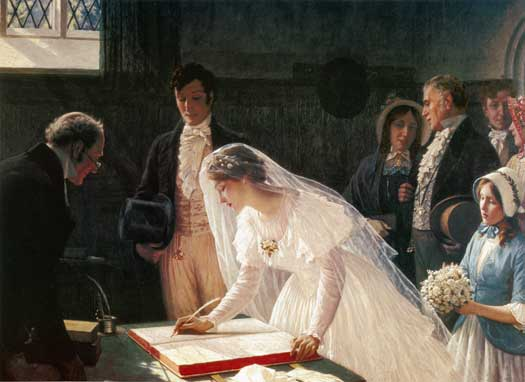
Невеста в фате на картине Эдмунда Блэра Лейтона «Регистрация брака» (Signing the Register). Бристольский городской музей и художественная галерея

Фата́ (от тур. futa, fota — «передник, полосатая ткань индийского производства», далее от араб. فوطة‎ (fūṭa) — то же) — женский головной убор в виде покрывала.

## Этимология
Слово «фата» (др.-рус. «фата» — «покрывало на голову», «повязка на бёдрах») является заимствованием из турецкого посредством арабского языка. В древнерусском языке XV—XVI веков «фота» — кусок ткани или покрывало. В книге «Хожение за три моря» Афанасий Никитин, описывая индусов, пишет о том, что они фоту носили на различных частях тела: на голове, на плечах, на бедрах: 
фота на гузне, а другая по плечем, а третья на голове
 В значении «вид покрывала» (на стол) слово «фата» употребляется и в письменном памятнике Московской Руси — «Домострое». В этом значении в русском языке сохранилась загадка: «Четыре сестрицы под одной фатицей?». Ответ — «стол» (четыре ножки стола — сестрицы, фатица — скатерть).

## История

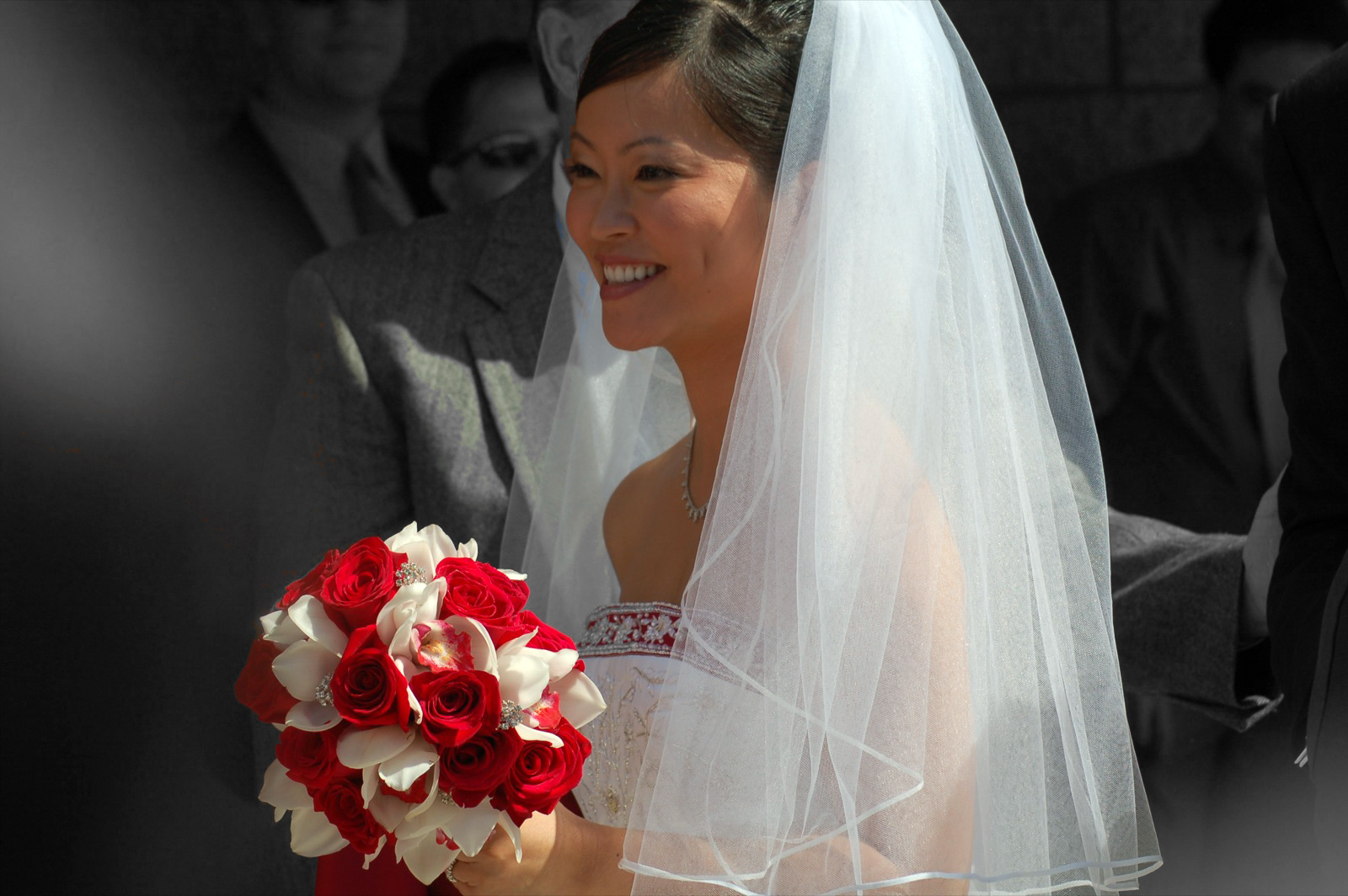
Невеста со свадебным букетом и свадебной фатой

Фата в Российской империи представляла собой большой шёлковый плат (обычно состоящий из двух неразрезанных платков), которыми женщины покрывали голову и часть стана и носили до замужества. По этой причине в русском языке существовала поговорка: «Невеста, до венца, под фатой». В этом значении слово «фата» употребляется в Толковом словаре живого великорусского языка В. И. Даля.
Покрывало (фата, дымка, шаль, полотенце, болг. було, бел. завiвало, укр. намiтка) была символом красоты и метонимически в свадебном обряде рассматривалась как продолжение косы невесты. Покрывалом (иногда несколькими, разных цветов) закрывали лицо невесты, чтобы уберечь от сглаза. В Болгарии около недели невеста должна была носить покрывало перед венчанием. После облачения к венцу невесте нельзя смотреться в зеркало, а снимание покрывала (палкой, посохом, скалкой, вилкой или вилами, саблей, хлыстом и др.) разнится от региона к региону. Русские северного Прикамья верили, будто у «нечистой» невесты фата под венцом на венчании почернеет. В ряде регионов поверх фаты надевался цветочный венок, который также меняли при обряде повивания невесты на убор замужней женщины.
В начале XX века фата выходит из употребления как повседневная одежда и становится атрибутом свадебного платья невесты; в современном русском языке фата — лёгкое женское покрывало из кисеи, шёлка, тюля, кружев (чаще всего белого цвета), которое покрывает голову и верхнюю часть тела; обычно служащее свадебным головным убором невесты.